# مری میپس داج
مری الیزابت مپس داج (به انگلیسی: Mary Elizabeth Mapes Dodge)، یا ماری مپس دوج، (۲۶ ژانویه ۱۸۳۱–۲۱ اوت ۱۹۰۵) نویسنده و ویراستار کودکان آمریکایی بود که بیشتر با رمانش هانس برینکر شناخته شده‌است؛ او تقریباً برای یک سوم قرن نوزدهم رهبر شناخته شدهٔ ادبیات نوجوانان بود.داستان مشهور پطرس ( پتروس ) فداکار در ادبیات فارسی کلاس چهارم دبستان از کتاب این نویسنده گرفته شده است. البته نه با نام پتروس بلکه نام او در کتاب مری میپس چیز دیگری است. و در واقع داستان واقعی نیست و تنها زاده ذهن نویسنده می باشد.
```
[
۱
]
```